# Каргопольцев, Владимир Андреевич
Владимир Андреевич Каргопольцев (род. 22 января 1946, Орёл) — советский и российский учёный в области авиации.

## Биография
Окончил с отличием Московский авиационный институт (1969), в том же году начал работать в ЦАГИ. Последовательно занимал должности инженера, старшего инженера, ведущего инженера, начальника сектора, заместителя начальника НИО. В 1974 году окончил аспирантуру ЦАГИ. Кандидат технических наук (1981).
В 2001 году возглавил НИО-10 ЦАГИ. В 2003 году назначен заместителем директора ЦАГИ.
В 2006—2007 годах работал директором ЦАГИ.
В 2007—2021 годах — директор Научно-технического центра Объединенной авиастроительной корпорации.
С 2022 года — научный руководитель ООО НИЦ «ИРТ»
Награждён медалью ордена «За заслуги перед Отечеством» 2 степени. Лауреат премии имени проф. Н.Е. Жуковского.

## Научные интересы
Исследования в области вертолётостроения, принимал непосредственное участие в разработке вертолётов Ми-26, Ми-28, Ка-50/52, Ка-60/62 и др. В течение нескольких лет руководил Координационным советом ЦАГИ по военно-техническим проблемам, один из разработчиков «Программы развития гражданской авиационной техники России на 2002—2010 года и на период до 2015 года».

## Награды и звания
- Премия имени Н. Е. Жуковского (1986 — первой степени) за работу «Аэродинамика скоростного вертолёта»
- Медаль ордена «За заслуги перед Отечеством» II степени (2007)